# Остаточність та цілісність договору
Остато́чність та ці́лісність догово́ру (англ. Integration clause, Entire contract) — це правовий термін який позначає умову контракту, яка заявляє, що це буде повна і остаточна угода між сторонами. Цю умову часто поміщають в контрактах, зазвичай в кінці документу.